# Vladimir Pashkov

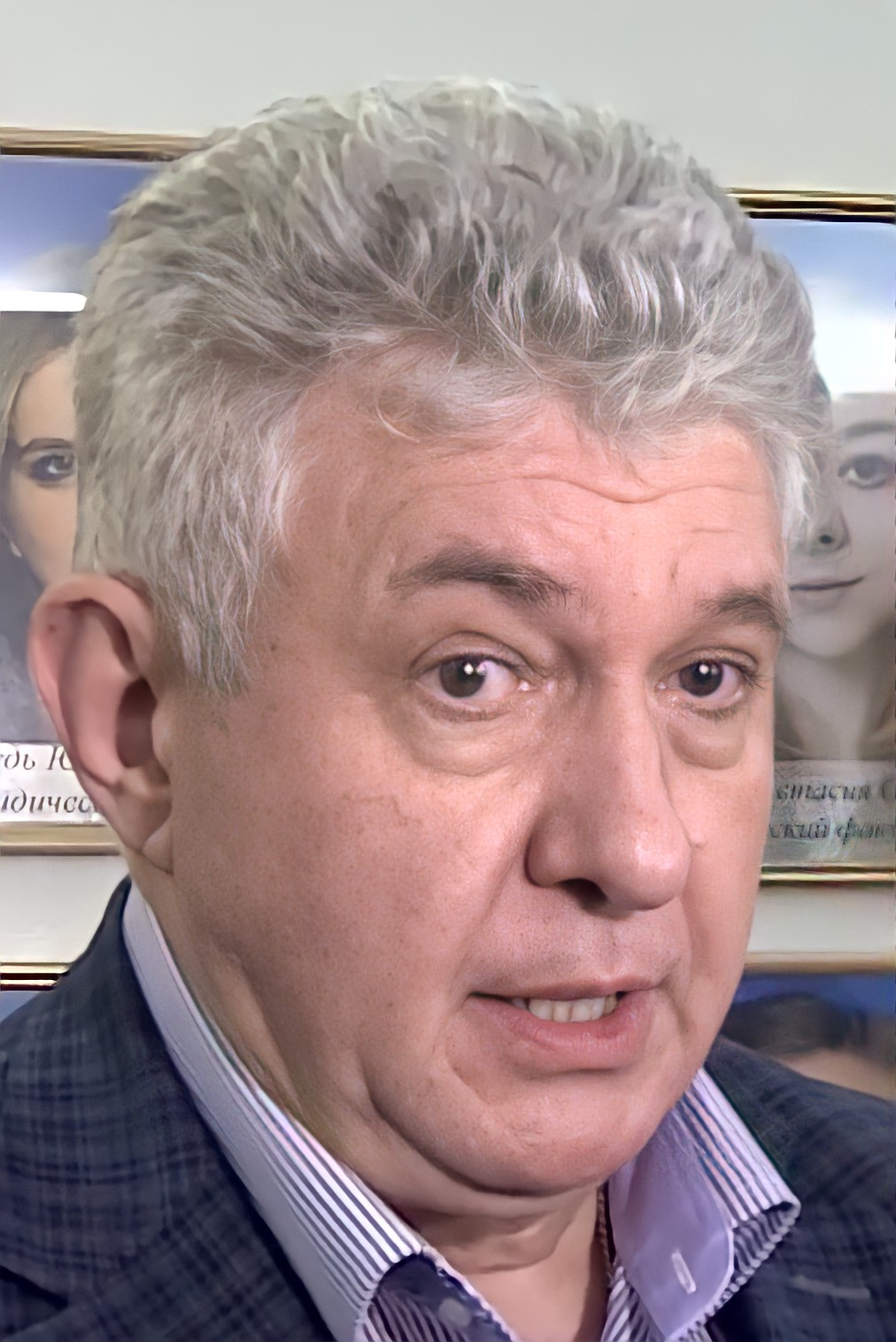
Vladimir Pashkov

Vladimir Igorevich Pashkov (em russo:  Владимир Игоревич Пашков; nascido em 4 de fevereiro de 1961, em Bratsk, na União Soviética) foi primeiro-ministro interino da República Popular de Donetsk, enquanto vice-primeiro-ministro, em 2020, que é reconhecido apenas pela Rússia. Anteriormente, Pashkov serviu como vice-governador de Irkutsk Oblast, mas deixou o cargo em 2015.
Ele também é o diretor geral da ZAO Vneshtorgservis, uma empresa usada para gerenciar indústrias confiscadas na República Popular de Donetsk e República Popular de Lugansk. Pashkov foi sancionado pelo Departamento do Tesouro dos EUA em 2018. Em fevereiro de 2020, um porta-voz do presidente russo Putin negou que Pashkov representasse o governo russo.